# Mount Jason
Mount Jason ist ein 1929 m hoher Berg im ostantarktischen Viktorialand. Er ragt unmittelbar westlich des Bull-Passes in der Olympus Range auf.
Teilnehmer einer von 1958 bis 1959 durchgeführten Kampagne im Rahmen der neuseeländischen Victoria University’s Antarctic Expeditions benannten ihn nach Jason, Heldengestalt aus der griechischen Mythologie.